# Los Angeles Film Festival
Il Los Angeles Film Festival è un evento cinematografico della durata di una decina di giorni che si svolge annualmente durante il mese di giugno a Westwood Village, Los Angeles, California.
Il Festival, che ogni anno accoglie oltre 85.000 spettatori, presenta circa 200 pellicole  di cinema indipendente, in special modo nordamericano. Si passa dai lungometraggi ai cortometraggi, dai documentari ai video musicali.
L'evento include anche anteprime mondiali, seminari, proiezioni all'aperto e cortometraggi creati da studenti delle scuole superiori.
Ogni pellicola viene valutata da un'apposita giuria.

## Premi assegnati
A conclusione del Festival vengono assegnati i seguenti premi:
- Miglior regista di lungometraggio (il premio consiste di $50,000 in contanti)
- Miglior regista di cortometraggio (il premio consiste di $50,000 in contanti)
- Miglior lungometraggio
- Miglior documentario
- Miglior lungometraggio internazionale
- Miglior performance
- Miglior cortometraggio narrativo
- Miglior cortometraggio documentaristico
- Miglior cortometraggio d'animazione
- Miglior cortometraggio scelto dal pubblico.

## Storia
La prima edizione del Festival fu inaugurata nel 1971 con il nome di Los Angeles International Film Exposition  (Filmex), da Gary Essert. Egli ne rimase il direttore fino al 1983. 
Nel 1995 fu denominato Los Angeles International Film Festival (Laiff); aveva luogo ogni anno e durava 5 giorni. Il Laiff si è tenuto presso l'edificio del Directors Guild of America, ad Hollywood, fino al 2001. In seguito l'evento è stato inglobato al Film Independent Festival.